# Przedstawienie Hamleta we wsi Głucha Dolna
Przedstawienie Hamleta we wsi Głucha Dolna – spektakl Teatru Telewizji, oparty na sztuce Predstava Hamleta u selu Mrduša Donja chorwackiego dramaturga Ivona Brešana. Spektakl został wyreżyserowany przez Olgę Lipińską w 1985 roku. W 2009 roku został zaliczony do „Złotej Setki Teatru Telewizji”.
Akcja dramatu rozgrywa się w latach sześćdziesiątych na jugosłowiańskiej wsi, gdzie aktyw spółdzielni produkcyjnej postanawia wystawić szekspirowskiego Hamleta w wersji przygotowanej przez wiejskiego nauczyciela.

## Obsada
| Rola        | Aktor                 |
| ----------- | --------------------- |
| Mate Bukara | Janusz Gajos          |
| Andzia      | Beata Poźniak         |
| Majkaca     | Stanisława Celińska   |
| Mile Puljo  | Jerzy Turek           |
| Joca Skoko  | Sylwester Maciejewski |
| Nauczyciel  | Adam Ferency          |
| Simurina    | Janusz Rewiński       |